# Enciclopedia de aperturas de ajedrez

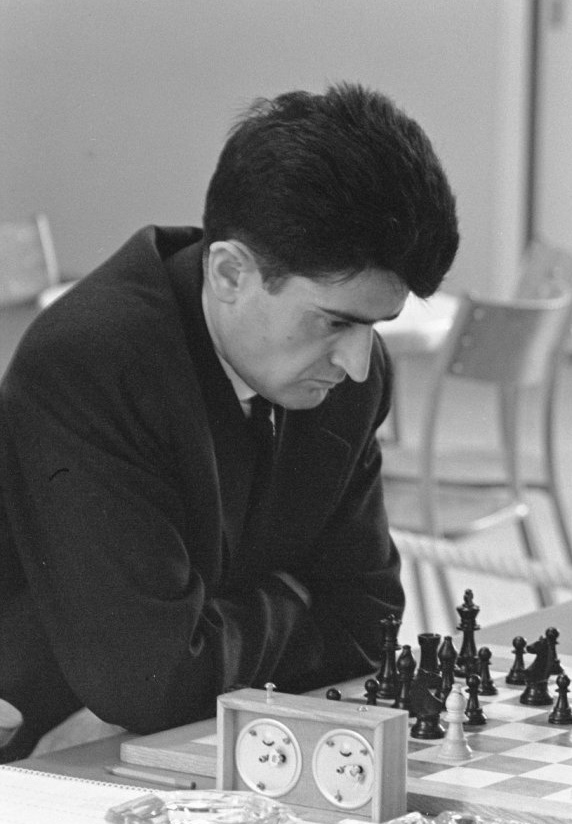
Torneo internacional en Zevenaar de 1961.

La Enciclopedia de aperturas de ajedrez —también conocida por sus siglas en inglés: ECO: (Encyclopaedia of Chess Openings)— es una colección de libros que abordan sistemáticamente las aperturas de ajedrez. Las jugadas han sido seleccionadas entre millones de partidas entre maestros y de los análisis publicados en el Informador ajedrecístico desde 1966, compilados por notables jugadores de ajedrez. Tanto la enciclopedia como el informador ajedrecístico los publica la compañía serbia (antes yugoslava) Šahovski informator,con sede en Belgrado.
En lugar de los nombres tradicionales de las aperturas, la enciclopedia ha desarrollado un sistema para codificarlas, que se ha convertido en un estándar utilizado por muchas otras publicaciones. Existen 5 categorías principales (A-E), cada una de las cuales se divide en 100 subcategorías.
Para una lista detallada de aperturas y variantes, ver Anexo:Aperturas de ajedrez

## Principales códigos ECO

### A
El volumen A contiene las llamadas aperturas de flanco (aquellas en que la jugada inicial del blanco no es 1.e4 ni 1.d4), así como las líneas antiguas de la Defensa india (1.d4 Cf6).
- A00-A03: Aperturas irregulares
- A04-A09: Apertura Reti
- A10-A39: Apertura Inglesa
- A40-A50: Aperturas de Peón de Dama, Ataque Indio de Rey
- A51-A52: Gambito Budapest
- A53-A79: Defensa India Antigua, Defensa Benoni, Gambito Benko
- A80-A92: Defensa Holandesa

### B
El volumen B contiene las aperturas semiabiertas, excepto la Defensa Francesa
- B00: Aperturas irregulares (Defensa San Jorge, Defensa Nimzovitch)
- B01: Defensa Escandinava
- B02-B05: Defensa Alekhine
- B06-B09: Defensa Pirc
- B10-B19: Defensa Caro-Kann
- B20-B99: Defensa Siciliana

### C
El volumen C contiene la Defensa Francesa y las aperturas abiertas.
- C00-C19: Defensa Francesa
- C20: Apertura López (1.e4 e5 2.c3), Apertura Alapin (1.e4 e5 2.Ce2)
- C21-C22: Apertura Central, Gambito del Centro
- C23-C24: Apertura del Alfil
- C25-C29: Apertura Vienesa
- C30-C39: Gambito del Rey
- C40: Gambito Letón, Gambito Elefante (1.e4 e5 2.Cf3 d5), Gambito Greco (1.e4 e5 2.Cf3 Df6)
- C41: Defensa Philidor
- C42-C43: Defensa Petrov
- C44: Apertura Ponziani, aperturas con 1.e4 e5 2.Cf3 Cc6 irregulares: Húngara invertida (3.Ae2)
- C45: Apertura escocesa
- C46-C49: Apertura de los Cuatro Caballos
- C50: Líneas con 1.e4 e5 2.Cf3 Cc6 3.Ac4: Apertura Italiana (Giuoco Pianissimo: 3...Ac5 4.d3), Defensa Húngara (3...Ae7), Gambito Rousseau (3...f5)
- C51-C52: Gambito Evans
- C53-C54: Apertura Italiana (Giuoco Piano: 4.c3)
- C55-C59: Defensa de los Dos Caballos
- C60-C99: Apertura Española (Ruy López)

### D
El volumen D contiene las aperturas cerradas y semicerradas, incluyendo la Defensa Grunfeld
- D00-D05: Aperturas irregulares de Peón Dama (Gambito Blackmar-Diemer, Ataque Trompowsky, Ataque Veresov, Ataque Torre, Sistema Colle)
- D06-D09: Respuestas irregulares al Gambito de Dama (1.d4 d5 2.c4): Contragambito Albin (2...e5), Defensa Chigorin (2...Cc6)
- D10-D19: Defensa Eslava (1.d4 d5 2.c4 c6)
- D20-D29: Gambito de Dama Aceptado (2...dxc4)
- D30-D69: Gambito de Dama Rehusado
- D70-D79: Defensa Neo-Grunfeld (1.d4 Cf6 2.c4 g6 3.g3 d5)
- D80-D99: Defensa Grunfeld

### E
El volumen E contiene las llamadas Defensas Indias (1.d4 Cf6).
- E00-E09: Apertura Catalana
- E10: Contragambito Blumenfeld
- E11: Defensa Bogoindia
- E12-E19: Defensa India de Dama
- E20-E59: Defensa Nimzoindia
- E60-E93: Defensa India de Rey

## Símbolos usados
Los símbolos usados normalmente para evaluar jugadas o posiciones fueron usados por primera vez en la Enciclopedia de aperturas, para resumir conceptos independientemente del idioma.

### Evaluación de jugadas
Los símbolos para evaluar jugadas son los más usados en los comentarios de partidas:
- !: Jugada buena
- ?: Jugada mala
- !?: Jugada interesante
- ?!: Jugada dudosa
- !!: Jugada muy buena
- ??: Jugada muy mala
- □: Jugada única
- N: Novedad teórica

### Evaluación de posiciones
Estos símbolos indican el balance estratégico de una posición:
- ∞: Juego incierto
- =/∞: Compensación por el material
- =: Igualdad
- +/= (o ±): Ligera ventaja blanca
- =/+ (o ∓: Ligera ventaja negra
- +/−: Ventaja blanca
- -/+: Ventaja negra
- +-: Ventaja decisiva blanca
- -+: Ventaja decisiva negra

### Otros símbolos
A menudo se usan símbolos complementarios a los usados para evaluar la posición:
- ○: Ventaja de espacio
- ↑: Iniciativa
- ↑↑: Ventaja de desarrollo (también representada como ↻)
- ⇄: Contrajuego
- ∇: No era mejor ...por
- Δ: Con idea de
- ∩ (semicírculo): era mejor